# Semiothisa laguatia
Semiothisa laguatia là một loài bướm đêm trong họ Geometridae.